# 정명희 (농구인)
정명희(鄭明姫, 1964년 5월 16일 ~ )는 대한민국 여자 농구 국가대표팀 선수였다. 포지션은 파워 포워드였다.

## 선수 경력
1982년 숭의여자고등학교 재학 시절 청소년 대표팀에 선발되어 필리핀 마닐라에서 열린 아시아 청소년 여자 농구 선수권 대회에 출전하였다. 1984년 코오롱 농구단에 입단하자마자 농구대잔치 원년 우승의 주역이 되면서 국가대표팀 명단에도 이름을 올렸으며, 1984년 LA 올림픽에 참가하여 은메달을 거머쥐었다. 올림픽에서 출장한 두 경기 모두 우승팀 미국과의 경기였는데, 특히 예선 풀리그 미국전에서 장신의 미국 포스트진을 상대로 교체 선수로서 혼자 8득점을 올려 주목을 받기도 하였다. 그 해 10월에는 중국 상하이에서 열린 아시아 여자 농구 선수권 대회에도 참가하여 대한민국팀의 대회 4연패에 일조하였다.
이후 소속팀 코오롱에서 파워포워드로 활약하면서 최장신 센터 이은석과 함께 더블 포스트를 구축하지만 강호 삼성생명, 태평양화학, 국민은행 등 강팀들의 그늘에 가려 별다른 성과를 거두지 못하고 1990-91 시즌을 끝으로 은퇴를 선언하였다.

## 학력
- 숭의여자고등학교

## 소속팀
- 코오롱